# Róza Szabó Szöllősy
Róza Szabó Szöllősy, född 1841, död 1875, var en ungersk ballerina. 
Hon var engagerad vid Nationalteatern, Budapest 1864-1875. Hon tillhörde sin samtids mer uppmärksammade artister.  